# Бетти Брант
Эли́забет «Бе́тти» Брант (англ. Elizabeth "Betty" Brant) — героиня американских комиксов издательства Marvel Comics, созданная Стэном Ли и Стивом Дитко, являющаяся одной из второстепенных персонажей в историях про Человека-паука. Первоначально, Бетти была представлена как секретарша Джея Джоны Джеймсона, редактора The Daily Bugle, а также любовный интерес Питера Паркера, альтер эго Человека-паука. Впоследствии была девушкой супергероя Флэша Томпсона / Агента Венома и женой Неда Лидса, ставшего Хобгоблином.
Вне комиксов, Брант появлялся в различных медиа продуктах, включая: фильмы, мультсериалы и видеоигры. В трилогии Сэма Рэйми её роль исполнила Элизабет Бэнкс, а в рамках «Кинематографической вселенной Marvel» героиню сыграла Энгаури Райс.

## История публикаций
Бетти Брант была создана сценаристом Стэном Ли и художником / сосценаристом Стивом Дитко и впервые появилась в The Amazing Spider-Man #4 (Сентябрь, 1963).

## Биография вымышленного персонажа
Воспитанная матерью-одиночкой и часто разочаровывавшаяся в безвольном брате Беннетте, юная Бетти Брант обнаружила, что её тянет к сильным мужчинам. Во время обучения в старшей школе, она встречалась со студентом университета Гордоном Савински, другом её старшего брата. Тем не менее, Брант разорвала отношения Савински, когда тот стал жестоким человеком. В какой-то момент Гордон и Беннетт задолжали огромную сумму мафиози Блэки Гэкстону, в результате чего Савински бросил Беннетта, оставив семью Брант в одиночку разбираться с последствиями. Головорезы Гэкстона ворвались в дом Брантов и, по кончании разбоя, мать Бетти, Элеонора, получила необратимое повреждение мозга.
Вынужденная быстро повзрослеть, Бетти бросила школу, чтобы начать работать и оплачивать как медицинские счета матери, так и долги брата. Мать Бетти была личным секретарём Джея Джоны Джеймсона, сурового издателя газеты The Daily Bugle. Из сочувствия к Бетти и симпатии к Элеоноре Джеймсон предложил Бетти заменить её мать в должности секретарши. Терпеливая, трудолюбивая и способная Бетти оказалась одной из очень немногих секретарш, которым когда-либо удавалось соответствовать строгим стандартам Джеймсона, при этом терпя вспыльчивый характер издателя.
Со временем между Бетти и молодым фотографом Питером Паркером возникло взаимное влечение. Питер был поразительно похож на Гордона Савински, но, в отличие от Гордона, оставался тихим, серьёзным, благородным, ответственным и надёжным молодым человеком. Питер и Бетти стали ближе друг к другу, проведя душевный разговор в Bugle после нападения Стервятника. Вскоре Бетти стала первой настоящей девушкой Питера.
Будучи паникующей после отношения с Гордоном, Бетти постоянно беспокоилась об опасностях, являющихся неотъемлемой частью работы Питера, при которой он часто фотографировал преступников и суперзлодеев в действии. Когда Громилы подобрались к ней, чтобы взыскать оставшиеся долги семьи Брант, Бетти попыталась защитить Питера, покинув город, а затем попыталась погасить последний долг своего брата, наняв Доктора Осьминога, чтобы тот освободил Блэки Гэкстона из тюрьмы. Когда вмешался Человек-паук, Гэкстон был пойман, но не раньше, чем Беннетт пожертвовал собой, чтобы защитить Бетти от шальной пули. Опустошённая Бетти сначала обвинила в трагедии Человека-паука, и Питер решил, что никогда не сможет раскрыть ей тайну своего альтер эго. Бетти вернулась к своей работе в Bugle, но не нашла там покоя. В дальнейшем ей угрожали Доктор Осьминог, Зловещая шестёрка и её бывший парень Гордон, ставший злодеем Терьером. Человек-паук победил всех этих врагов, однако девушка продолжала винить его в смерти брата.
Глубоко неуверенная в себе, Бетти часто ревновала Питера к его подругам и иногда предполагала, что часто отсутствующий Питер обманывает её или просто устал от неё. В отместку Бетти начала встречаться с Недом Лидсом, новым репортёром в Bugle, который сразу же влюбился в неё. Какое-то время у Бетти были романтические отношения как с Питером, так и с Недом, пока она пыталась разобраться в своих чувствах. В конце концов, влюблённый Нед сделал ей предложение. Бетти по-прежнему любила Питера, но хотела стабильности, которую, по её мнению, мой ей дать Нед. В то время как Бетти тянула время, чтобы принять решение, Питер решил, что Бетти будет лучше без Человека-паука в её жизни. Наконец, увидев Питера, раненого после встречи с Доктором Осьминогом, Бетти поняла, что не может любить человека, который живёт опасной жизнью. Она вновь уехала из города, чтобы всё обдумать и, к тому времени, когда она вернулась, они с Питером пришли к взаимному осознанию того, что романтическая искра между ними угасла.
В какой-то момент Бетти была частью любовного треугольника между Питером и его девушкой Мэри Джейн Уотсон. После становления Лидса Хобгоблином и его смерти, Бетти пережила тяжёлый нервный срыв и присоединилась к культу Любви под руководством лидера по имени Учитель, который промыл ей мозги. Учитель оказался мошенником и Бетти была спасена благодаря Человеку-пауку и Флэшу Томпсону, после чего некоторое время состояла в отношениях с последним.

## Альтернативные версии

### Ultimate Marvel
Во вселенной Ultimate Marvel Бетти Брант также является секретаршей Джея Джоны Джеймсона в Daily Bugle. Она представлена как упрямая женщина, пытающаяся хорошо устроиться в жизни. У этой версии совершенно другой характер, поскольку она даже делает ставки на смерть пропавших без вести коллег. При первом появлении она пытается наладить веб-сайт редакции, но терпит неудачу, после чего её подменяет старшеклассник Питер Паркер. Джеймсон отклоняет её предложение расследования исчезновения Ника Фьюри, утверждая, что краткий роман с Крэйвеном-охотником до его ареста доказывает, что она не способна вести репортажу, а годится лишь на освещения показа мод. Через некоторое время после смерти оригинального Человека-паука, Бетти получает кадры, на которых новый Человек-паук останавливает грабителей, и представляет фото Джеймсону. Впоследствии Бетти была убита Веномом при попытке раскрыть личность нового Человека-паука.

## Вне комиксов

### Телевидение
- Бетти Брант, озвученная Пег Диксон[17], является одной из регулярных персонажей мультсериала «Человек-паук» 1967 года, наряду с Джеем Джоной Джеймсоном и Питером Паркером / Человеком-пауком.
- Бетти должна была появиться в так и не вышедшем 6 сезоне мультсериала «Человек-паук» 1994 года[18].
- Мона Маршалл озвучила Бетти Брант в мультсериале «Человек-паук» 1981 года[17].
- Бетти Брант появляется в мультсериале «Новые приключения Человека-паука» 2008 года, где её озвучила Грей Делайла[17].
- Брант фигурирует в эпизоде «А вот и Паучок…» мультсериала «Мстители: Величайшие герои Земли» 2013 года, где Делайла повторила свою роль[17].
- Бетти Брант появляется мультсериале «Человек-паук» 2017 года.
- Она является членом банды под названием «Мэри Джейн» в мультсериале «Восход Marvel: Инициация».

### Кино

Элизабет Бэнкс в роли Бетти Брант в фильме «Человек-паук 3: Враг в отражении» 2007 года.

- Бетти Брант является одной из второстепенных персонажей трилогии Сэма Рэйми про Человека-паука, где её сыграла актриса Элизабет Бэнкс, изначально пробовавшаяся на роль Мэри Джейн Уотсон[4]. Дебютировав в картине «Человек-паук» 2002 года, Брант вернулась в её сиквелах — «Человек-паук 2» 2004 года и «Человек-паук 3: Враг в отражении» 2007 года. В серии фильмов она также является секретаршей Джея Джоны Джеймсона в Daily Bugle, как правило передавая шефу сообщения или выполняя его поручения. Со временем начинает испытывать человеческую симпатию по отношению к Питеру Паркеру. По словам актрисы, её отношения с Паркером близки к служебному роману между их персонажами из оригинальных комиксов[19].
- Энгаури Райс сыграла подростковую версию Бетти Брант в рамках «Кинематографической вселенной Marvel»[5]. Внешне героиня напоминает Гвен Стейси из оригинальных комиксов, в частности из-за светлых волос, голубых глаз и ободка в волосах.
  - Впервые появившись в фильме «Человек-паук: Возвращение домой» 2017 года[20], Бетти представлена как ученица средней школы Мидтауна, лучшая подруга Лиз Тумс, а также соведущая школьного радио.
  - В фильме «Человек-паук: Вдали от дома» 2019 года выясняется, что Брант стала жертвой Скачка, поэтому ей пришлось повторить учебный год. Она ненадолго стала девушкой Неда Лидса, лучшего друга Питера Паркера во время школьной поездки в Европу[21].
  - В фильме «Человек-паук: Нет пути домой» 2021 года Брант становится стажёром TheDailyBugle.net[22]. Ко всему прочему, в рамках продвижения картины, Райс повторила роль Брант в веб-сериале «The Daily Bugle»[23].

### Видеоигры
- В игре Spider-Man 2 Бетти Брант озвучила Бетани Роудс[17][24].
- Рэйчел Кимси озвучила Брант в игре Spider-Man 3[25].
- Бетти Брант / Девушка-паук из комиксов What If…? появляется в эпизодической роли в игре Spider-Man: Shattered Dimensions.
- Бетти Брант / Девушка-паук из комиксов What If…? появляется в игре Spider-Man Unlimited.

### Товары
Бетти Брант является одной из 25 фигурок в наборе Lego «Редакция Daily Bugle».